# Glomerulonefritis ràpidament progressiva
La glomerulonefritis ràpidament progressiva (GNRP) és un tipus de glomerulonefritis proliferativa que es caracteritza per una pèrdua de la funció renal ràpida, (normalment un descens del 50% en la taxa de filtrat glomerular (TFG) en un termini de 3 mesos) amb formació de cicatrius en forma de semilluna presents en almenys el 50% o el 75% dels glomèruls vistos a les biòpsies renals. Si es deixa sense tractament, progressa ràpidament cap a una insuficiència renal aguda i la mort en pocs mesos. En el 50% dels casos, la GNRP està associada a una malaltia subjacent com la síndrome de Goodpasture, el lupus eritematós sistèmic o la granulomatosi amb poliangiïtis; els casos restants són idiopàtics.